# Jarosław Budnik
Jarosław Budnik (ur. 16 lutego 1973 w Świętochłowicach) – polski lektor, aktor, dziennikarz telewizyjny i radiowy.

## Życiorys
W 1996 ukończył studia na warszawskiej PWST. Pracował m.in. w Atomic TV, Radiu Wawa, Polsacie i RTL 7.
Wraz z Markiem Starybratem prowadził w latach 2004–2009 poranny program Radia ZET, Dzień dobry bardzo. Od grudnia 2009 był związany z Radiem Złote Przeboje, gdzie początkowo był gospodarzem pasma popołudniowego. Od marca 2011 współprowadził poranny program Złote Przeboje na Dzień Dobry, najpierw w duecie z Moniką Zamachowską, następnie z Piotrem Jaworskim i Odetą Moro, a od września 2016 do czerwca 2017 z Agnieszką Kasprzyk. Od października 2017 pracuje w Meloradiu, gdzie najpierw prowadził weekendowy program Leniwy poranek, a od września 2019 do sierpnia 2024 był gospodarzem porannego pasma w dni powszednie Dzień dobry wszystkim. Od września 2024 prowadzi popołudniowy program lokalny W rytmie wydarzeń w Radio Plus Warszawa. Był jednym z gospodarzy porannego programu TVP2 – Pytanie na śniadanie.
Wystąpił w teledysku zespołu Power Play – Jaki Ty naprawdę jesteś.

## Życie prywatne
Mąż aktorki Jowity Budnik.

## Filmografia
- 1997–2012: Klan – pracownik schroniska dla zwierząt
- 1999: Jak narkotyk – chłopak w SPATIF-ie
- 1999: Dług – policjant nad Wisłą
- 2000: Wielkie rzeczy – mężczyzna u Walerków
- 2000–2001: Adam i Ewa – ksiądz udzielający ślubu Monice i Adamowi
- 2001–2007: M jak miłość – nowy lokator w pokoju zajmowanym dotychczas przez Janka (odc. 27); dziennikarz Janusz Niedźwiedź (odc. 134-191); pracownik banku (odc. 487)
- 2002: Wszyscy święci – Horst, żandarm niemiecki
- 2002–2010: Samo życie – lekarz w Stacji Krwiodawstwa
- 2002–2003: Kasia i Tomek – przemądrzały ekspedient (seria I, odc. 29, głos); policjant (seria II, odc. 25, głos)
- 2002: Graczykowie, czyli Buła i spóła (odc. 43)
- 2003: Pogoda na jutro – sprzedający klęcznik
- 2003–2012: Na Wspólnej – Maciej Nawrocki
- 2004: Plebania – sprzedawca w sklepie odzieżowym (odc. 398)
- 2004: Oficer – ksiądz udzielający ślubu Aldonie i Rysiowi (odc. 8)
- 2004: Mój Nikifor – pielęgniarz
- 2005: Klinika samotnych serc – Ryszard Socha (odc. 4-6, 10)
- 2006: Samotność w sieci – kolega Ewy z pracy
- 2006: Samotność w sieci (serial) – kolega Ewy z pracy
- 2006: Plac Zbawiciela – Jeremi
- 2006: Niania – wodzirej (odc. 45)
- 2006: Hela w opałach – kelner-mysz (odc. 3)
- 2007: Prawo miasta – dziennikarz Jacek Zuber (odc. 6, 11 i 14)
- 2007: Magda M. – ksiądz (odc. 53)
- 2008: Na dobre i na złe – Adam (odc. 322)
- 2008: Kryminalni – Wiktor Irecki (odc. 94)
- 2008: Doręczyciel – mecenas Kota-Burego (odc. 9 i 10)
- 2008–2009: BrzydUla – Jarosław Kowalski
- 2010: Ojciec Mateusz – konferansjer na zawodach (odc. 37)
- 2011: Instynkt – reporter (odc. 1)
- 2012: Ranczo – dziennikarz (odc. 66)
- 2015: Barwy szczęścia – Brudnowski, klient firmy Niny (odc. 1340, 1353)
- 2016: Ranczo – prowadzący debatę (odc. 127)
- 2016–2017: Barwy szczęścia – Rafał Rybicki
- 2017: Blondynka – konferansjer w „Tęczy” (odc. 68)
- 2018: Ojciec Mateusz – salowy Marian Kabelis (odc. 245)

### Dubbing
- 1988: Oliver i spółka
- 1997–2002: Pokemon – James
- 1998–2004: Yu-Gi-Oh! – Maximilian Pegasus
- 1998–2004: Atomówki – Złodziej/Pan Zielny/Jeden z oszustów/Krasnal/Bubel
- 1998: Pokémon: Film pierwszy – James
- 1999: Pokémon 2: Uwierz w swoją siłę – James
- 2000: Avalon – Cooper
- 2000: Pokémon: Powrót Mewtwo – James
- 2000: Pokémon 3: Zaklęcie Unown – James
- 2003: Zapłata
- 2003: Piotruś Pan – narrator
- 2004: Wygraj randkę
- 2008: Pokémon: Giratina i Strażnik Nieba – James
- 2009: Pokémon: Arceus i Klejnot Życia – James
- 2010: Pokémon: Zoroark, mistrz iluzji – James
- 2010: Pocket Monsters: Best Wishes – James

### Lektor
- Brainiac – lektor[3]
- gram.tv – lektor
- Gry komputerowe – rewolucyjna roz(g)rywka (Discovery Channel) – lektor
- Pięść Mistrza Zen (MTV) – lektor
- Odpicuj mi brykę – lektor[4]
- Teen Cribs (MTV) – lektor
- Bobby kontra wapniaki – lektor
- Miami Ink – Studio tatuażu (Discovery Travel and Living) – lektor
- Nurkuj, Olly – lektor
- Wilk i Zając – lektor napisów ekranowych